# Pteronymia sylvo
Pteronymia sylvo är en fjärilsart som beskrevs av Jacob Hübner och Charles Andreas Geyer 1832. Pteronymia sylvo ingår i släktet Pteronymia och familjen praktfjärilar. Inga underarter finns listade.

## Bildgalleri

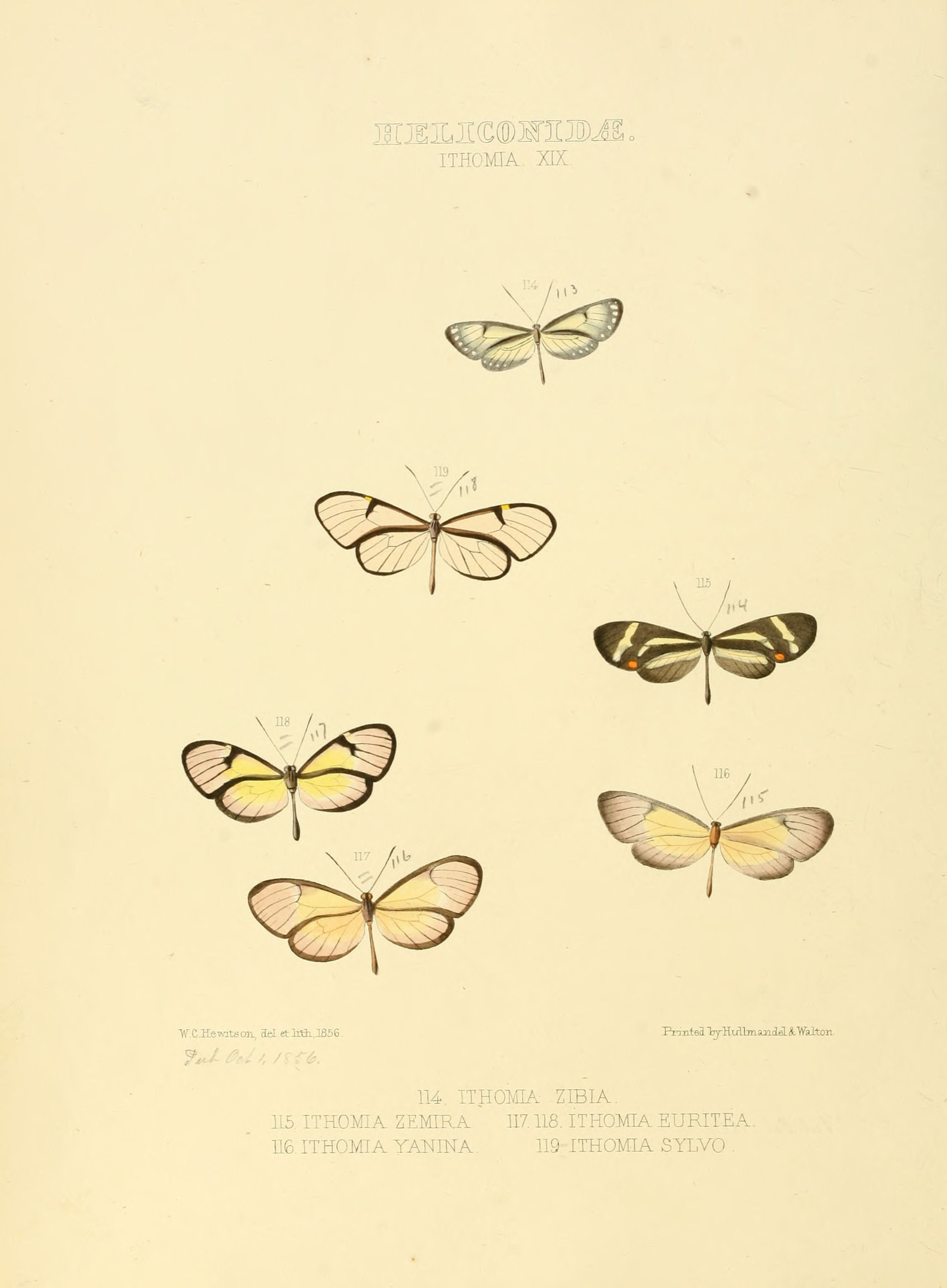